# Рубен Мурадян
Рубен Мурадян (вірм. Ռուբէն Մուրադյան; нар. 20 березня 1934, Єреван, Вірменська РСР, СРСР) — радянський і російський кінорежисер, сценарист, оператор, продюсер, художник-постановник вірменського походження.

## Життєпис
Рубен Мурадян народився 20 березня 1934 року в Єревані.
У 1963 році закінчив художній факультет ВДІКу.
Як режисер працював на Волгоградській студії телебачення.
Нині мешкає в Каліфорнії, США.

## Фільмографія
- 1995 — Дорога на край життя / Дорога на край жизни — режисер, продюсер, сценарист
- 1992 — Одна на мільйон / Одна на миллион — режисер, актор (немає у титрах)
- 1990 — Кохання літньої людини / Любовь немолодого человека — режисер, художник-постановник[2]
- 1985 — Фотографія на пам'ять / Фотография на память — режисер
- 1985 — Весілля старшого брата / Свадьба старшего брата — режисер
- 1982 — Ніхто не замінить тебе / Никто не заменит тебя — режисер
- 1981 — Конфліктна ситуація / Конфликтная ситуация — режисер
- 1979 — Під кінець літа / На исходе лета — режисер
- 1976 — Тут мій причал / Здесь мой причал — режисер (у співавт. з В. Недолужком)
- 1975 — Цей зелений, червоний світ / Этот зелёный, красный мир — оператор-постановник
- 1974 — Односельці / Односельчане — режисер
- 1972 — А пароплави гудуть і йдуть... / А пароході гудят и уходят… — режисер
- 1970 — Останній сніг — режисер
- 1967 — Літо 1943 року / Лето 1943 года — художник-постановник
- 1967 — В горах моє серце / В горах моё сердце — художник-постановник
- 1965 — Комеск / Комэск — художник-постановник
- 1965 — Маленькі історії про дітей, які... / Маленькие истории о детях, которые… — художник-постановник